# Petre P. Carp
Petre P. Carp (ur. 29 czerwca 1837 w Jassach, zm. 19 czerwca 1919 w Țibănești) – rumuński polityk konserwatywny i krytyk literacki. Dwukrotny premier Królestwa Rumunii (1900–1901 i 1911–1912). Przywódca Partii Konserwatywnej w latach 1907–1912. Zwolennik przystąpienia do I wojny światowej po stronie państw centralnych.